# Stachys ocymastrum
Stachys ocymastrum är en kransblommig växtart som först beskrevs av Carl von Linné, och fick sitt nu gällande namn av John Isaac Briquet. Stachys ocymastrum ingår i släktet syskor, och familjen kransblommiga växter. Inga underarter finns listade i Catalogue of Life.

## Bildgalleri

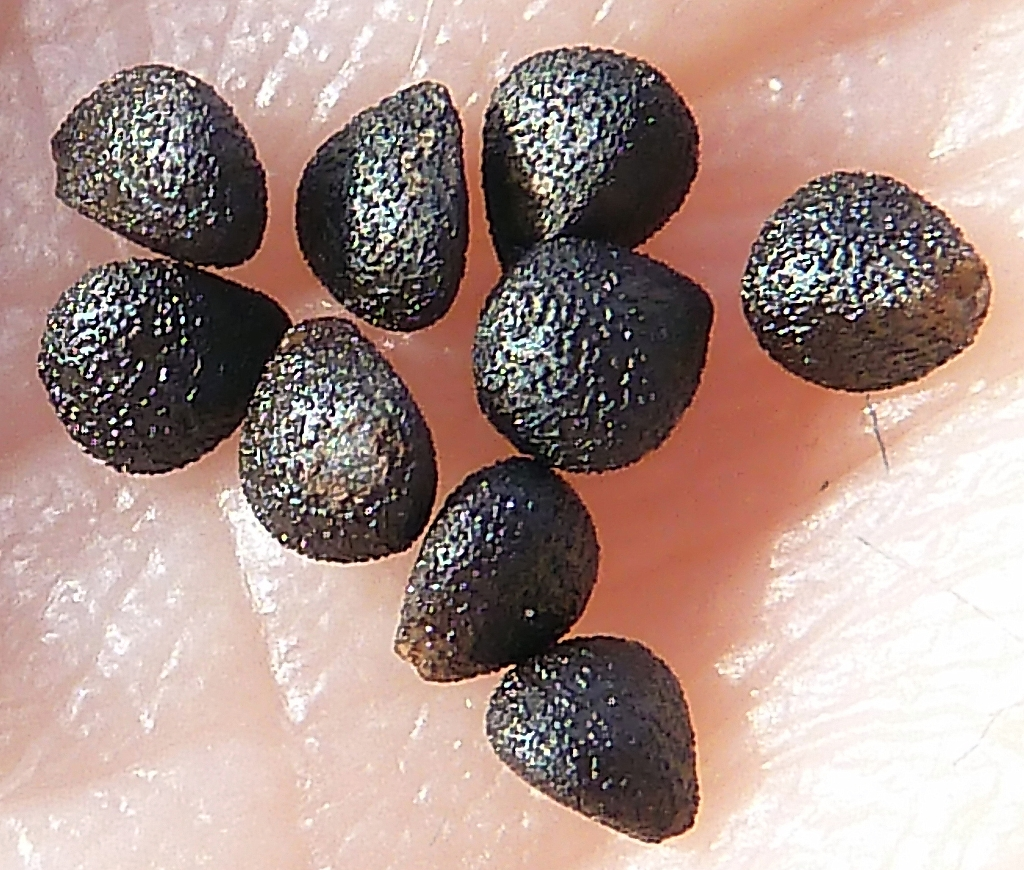
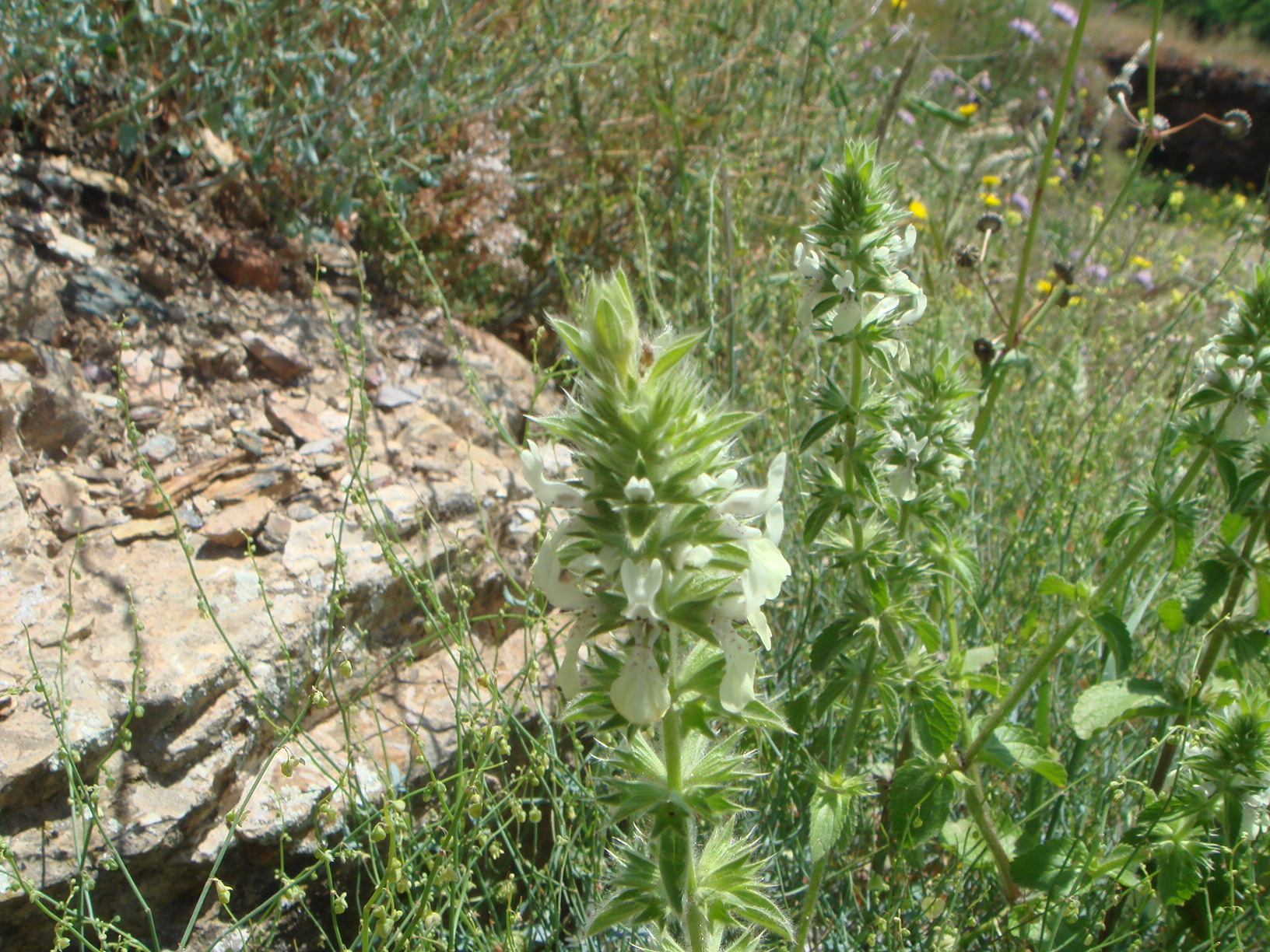
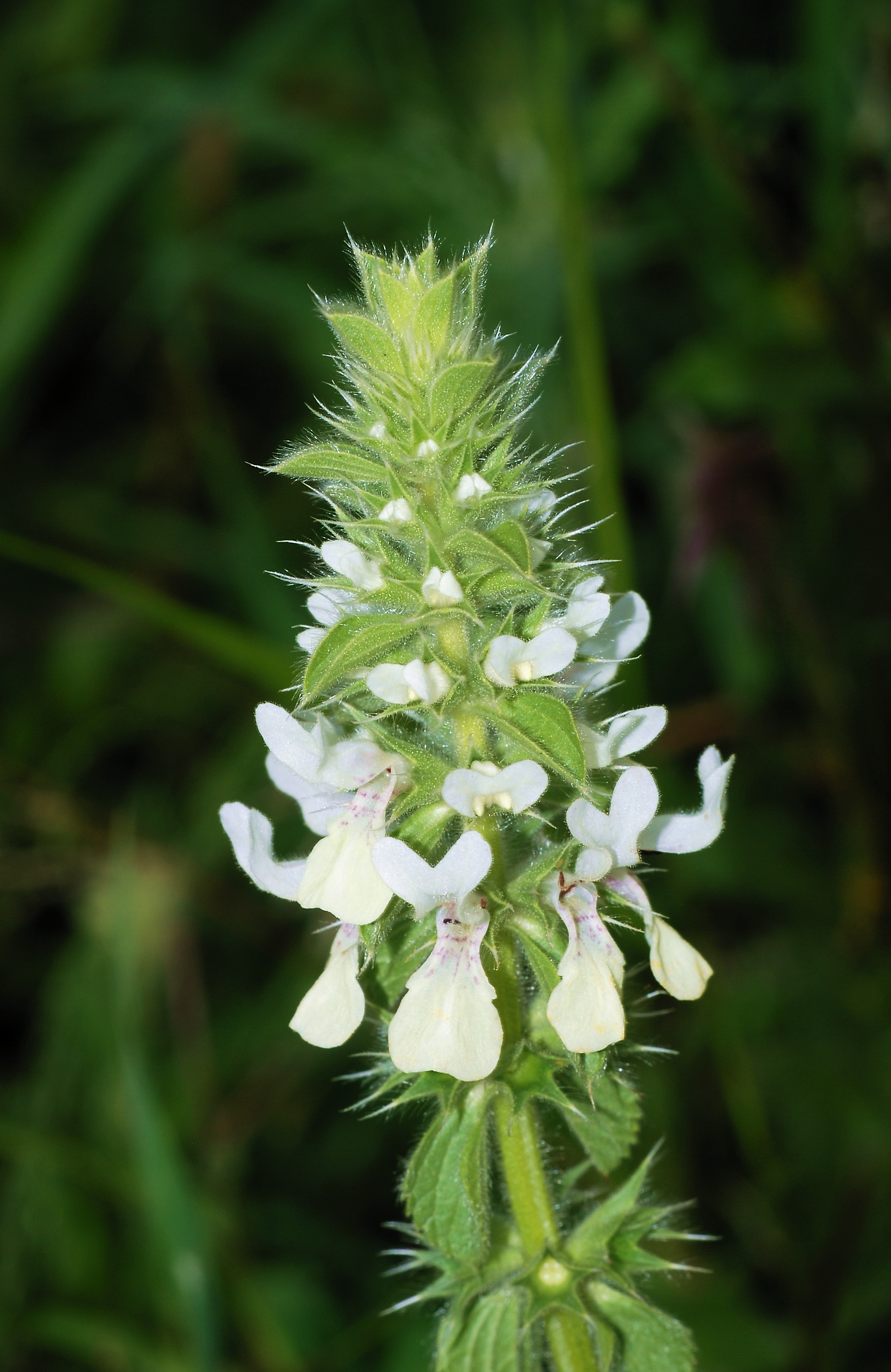
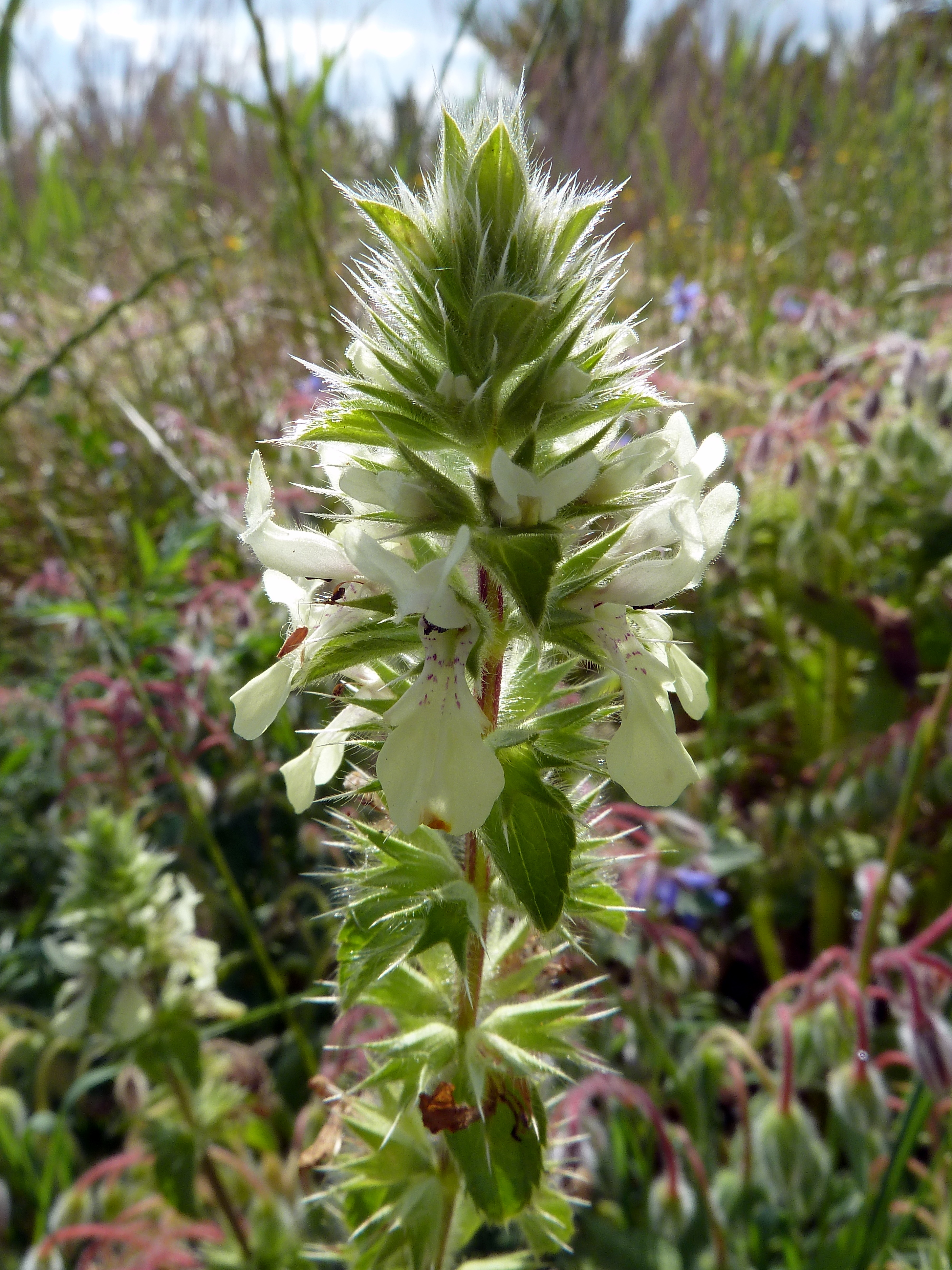